# Bräcktjärnen, Ångermanland
Bräcktjärnen är en sjö i Kramfors kommun i Ångermanland och ingår i Nätraån-Ångermanälvens kustområde.